# Primula latisecta
Primula latisecta är en viveväxtart som beskrevs av William Wright Smith. Primula latisecta ingår i släktet vivor, och familjen viveväxter. Inga underarter finns listade i Catalogue of Life.